# Град лопова
Град лопова (енгл. The Town) је амерички играни филм из 2010. који је режирао Бен Афлек. Поред њега, главне улоге тумаче и Џон Хем, Ребека Хол, Џереми Ренер, Блејк Лајвли и Крис Купер. Филм је снимљен према роману „Принц лопова“ Чака Хогана. Радња филма је у предграђу града Бостона, Чарлстаун. Он је, према речима Чака Хогана, центар пљачки банака и крађа аутомобила читавог света.

## Радња
Четири пријатеља - Даглас „Даг“ Мекреј (Бен Афлек), Џејмс Кофлин („Џем“ - Џереми Ренер), Алберт Маглоан („Глонси“ - Слејн) и Дезмонд Елден („Дес“ - Овен Берк) - одрасли су у Бостону препуном криминала кварт Чарлстауна. Они формирају банду, коју контролише локални мафијашки бос, дечак цвећа Фергус Колм („Ферги“ - Пит Послтвејт).
Након што су опљачкали банку у Кембриџу, бандити са собом воде менаџерку Клер Кизи (Ребека Хол), која је пуштена ван града. Из девојчицине возачке дозволе Џем сазнаје да она живи у истој области као и они, и позива Дага да је прати. Даг се оклева, али, знајући Џемову експлозивну природу, ипак почиње да га прати. Клер не препознаје разбојника у Дагу који је посматра, окреће му се са малом молбом и међу њима постепено почиње веза. Даг прича Клер о свом детињству, помињући да његов отац живи „недалеко од града” (у ствари, његов отац је осуђен за пљачку банке и налази се у затвору), а за своју мајку не зна сигурно, али мисли да отишла је на Флориду. Клер са њим дели своје хобије: посебно, ради са децом у локалном дечјем клубу, који, „нажалост, има лоше клизалиште“, и брине о биљкама у друштвеној башти. Клер такође прича Дагу о стресу који је доживела током пљачке и да је видела тетоважу једног од пљачкаша, али није рекла специјалном агенту ФБИ-ја Адаму Фролију (Џон Хам).
У међувремену, ФБИ је на трагу пљачкаша: након што су сазнали да је алармни систем банке професионално онемогућен, агенти Фроли и Чампа проверавају запослене локалне телекомуникационе компаније Вериком. Њихов главни осумњичени је Дес, чији се дани боловања поклапају са датумима последњих великих пљачки.
Ферги даје Дагу нови задатак - пљачку возила са готовином у транспорту - који он не жели да заврши, али је на крају приморан да послуша. Група иде на посао у монашким одеждама и гуменим маскама. Током пљачке, Џем тешко рани возача. Полиција прогања бандите који покушавају да побегну и пуцају из митраљеза, који успевају да побегну пре него што Фраули изда наређење да се затвори мост који води до Чарлстауна.
Фроли идентификује и хапси четворицу, али, не могавши да постигне искрено признање, принуђен је да их ослободи због недостатка доказа. Фроли такође сазнаје за Дагову везу са Клер, према којој и сам гаји романтична осећања. Фроли говори девојци шта Даг ради и да ју је он отео. Шокирана, Клер прекида везу са Дагом.
Даг посећује оца у затвору и обавештава га о својој намери да напусти град, али Џем нуди свом пријатељу нови посао. Даг одбија, а Џем га притиска, говорећи му да је одлежао девет година затвора због убиства типа који је хтео да убије Дага, и да Даг може да му захвали ако пристане на случај. Даг и даље одбија и саопштава ово Фергију. Ферги, заузврат, каже Дагу да је своју мајку навукао на дрогу и да је извршила самоубиство. Осим тога, Ферги прети Дагу да ће убити Клер ако истраје. Даг пристаје на случај, у одговору упозоравајући Фергија да ће га убити и на најмању сумњу да је Клер у опасности.
Нова мета банде је бејзбол стадион Фенвеј Парк. Обучени у полицијске униформе, Даг и Џем разоружају чуваре и носе неколико милиона долара у врећама. Бандити планирају да напусте место злочина колима хитне помоћи, обучени у одговарајућу униформу, али Фроли, који је за пљачку сазнао од Џемове сестре, Кристе, блокира све излазе из зграде. Џем примећује шуњајуће припаднике специјалне полицијске јединице и отвара ватру на њих. Дес гине у пуцњави. Глонси, расејан, избија из зграде у комбију хитне помоћи, али и умире. Даг и Џем се поново пресвлаче у полицијске униформе и искориштавају метеж да би се искрали из зграде. Даг лагано одлази, али Џем, који носи велику торбу на рамену, привлачи Фролијеву пажњу. Џем, узвраћајући ватру, бежи од Фролија, али је тешко рањен у ногу. Знајући да нема избора него да се врати у затвор, провоцира полицију на пуцњаву и умире пред Дагом.
Даг одлази у цвећару, где убија Фергија и његовог телохранитеља. Затим зове Клер и позива је да оде са њим. Истовремено, он је посматра из куће преко пута и види да су агенти ФБИ у њеном стану, а Фравлеи слуша њихов разговор. Клер га позива у свој стан, али му даје знак, обавештавајући га о предстојећој опасности. Даг облачи униформу свог возача аутобуса, избегава хапшење и одлази на Флориду, остављајући Клер цедуљу, мандарину и велику суму новца, који је закопан у жбуњу у јавној башти. Клер анонимно користи новац да обнови клизалиште и посвећује га сећању на Дагову мајку.
У последњој сцени, Даг излази на балкон куће на обали реке, што јасно даје до знања да је стигао до Флориде. Филм се завршава Даговим речима из његове белешке Клер:
„Без обзира на то колико се промените, и даље морате да платите за оно што сте урадили. Дакле, чека ме дуг пут. Али знам да ћу те поново видети. С ове или оне стране.“

## Улоге
| Глумац        | Улога                               |
| ------------- | ----------------------------------- |
| Бен Афлек     | Даглас „Даг“ Мекреј                 |
| Џон Хем       | ФБИ агент Адам Фроли                |
| Ребека Хол    | Клер Киси                           |
| Џереми Ренер  | Џeрeми „Џeм“ Кофлин                 |
| Блејк Лајвли  | Криста „Крис“ Кафлин                |
| Крис Купер    | Стивен „Биг Мек“ Мекреј, Дагов отац |
| Пит Послтвејт | Фергус „Ферги“ Колм                 |
| Слејн         | Алберт Маглоун, „Глонси“            |
| Овен Берк     | Дезмонд „Дес“ Елден                 |
| Титус Веливер | детектив Дино Чампа                 |
| Виктор Гарбер | Дејвис                              |